# Andor Szanyi
Andor Szanyi (ur. 1 sierpnia 1964 w Mezőcsát) – węgierski sztangista.
Zdobył trzy medale mistrzostw świata: złoty (1985) i dwa brązowe (1986, 1987). Do jego osiągnięć należy również pięć medali mistrzostw Europy: złoty (1987) oraz cztery brązowe (1985, 1988, 1991, 1992). Ośmiokrotnie był mistrzem Węgier (1984, 1985, 1986, 1987, 1990, 1991, 1992, 1993).